# Стадион Велфорд Роуд
Стадион Велфорд Роуд је рагби стадион који се налази у Лестеру у Енглеској и дом је најславнијег енглеског рагби клуба Лестер тајгерса. Ово је највећи клупски рагби стадион у Енглеској, пошто је Твикенам (82.000) власништво рагби савеза Енглеске. Стадион Велфрод Роуд има капацитет од 24 000. Ово је био један од стадиона на коме су се играле утакмице светског првенства у рагбију 1999. Почетком 20. века енглеска рагби репрезентација је неке мечеве играла на овом стадиону.